# Forcipomyia esakii
Forcipomyia esakii är en tvåvingeart som först beskrevs av Tokunaga 1940.  Forcipomyia esakii ingår i släktet Forcipomyia och familjen svidknott.
Artens utbredningsområde är Nordmarianerna. Inga underarter finns listade i Catalogue of Life.